# Schratzbach

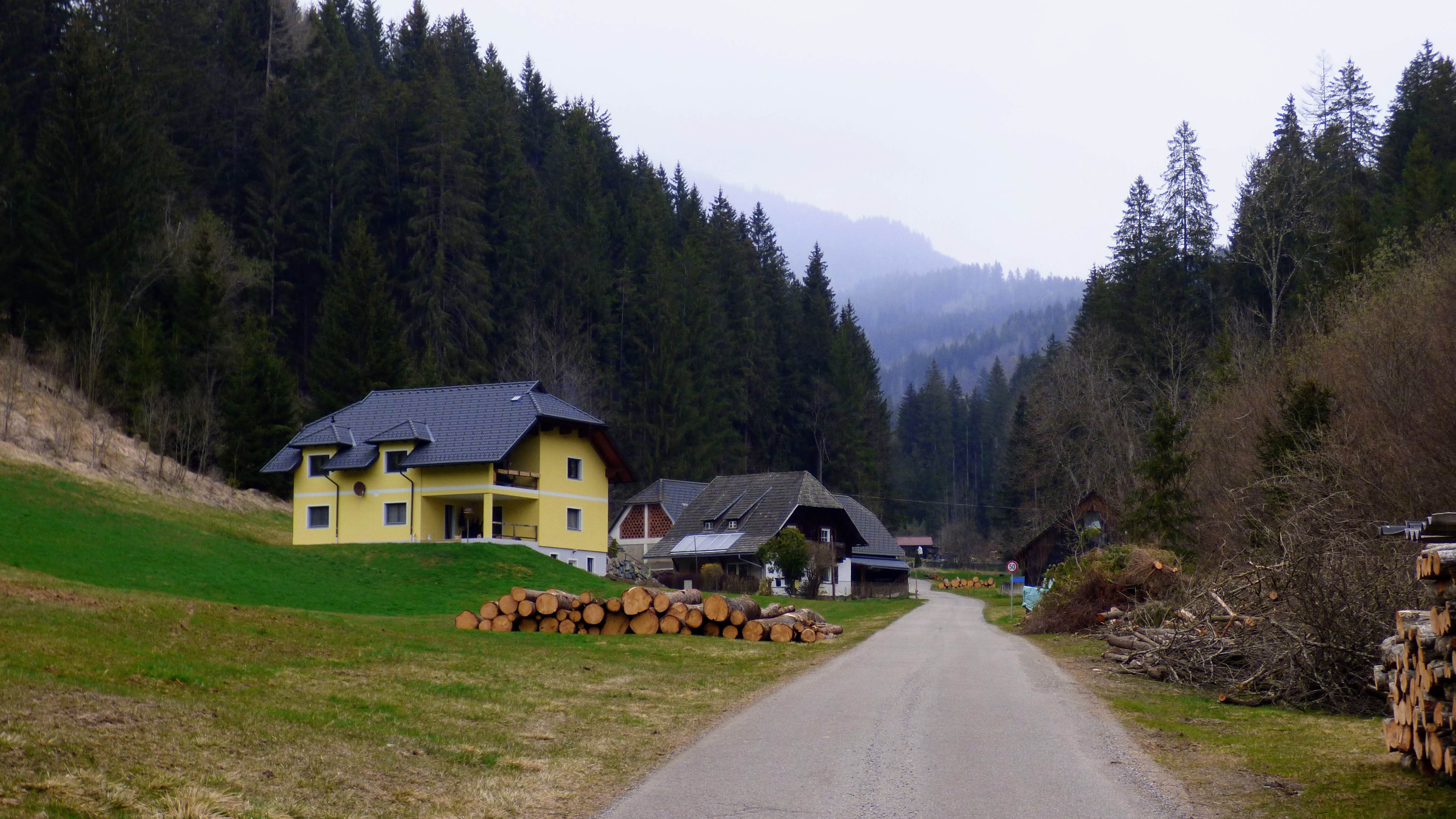
Schratzbach Nr. 20

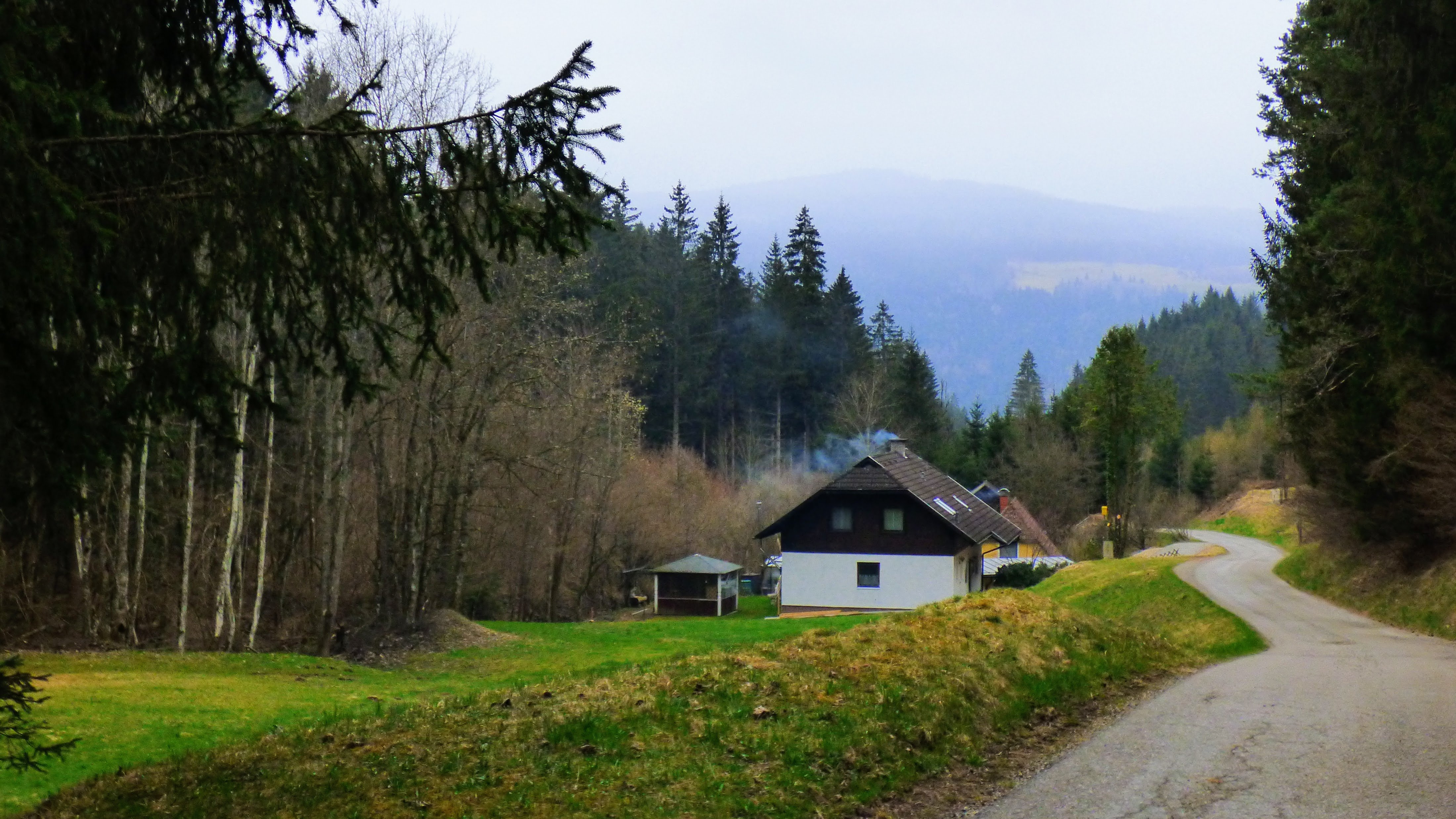
Schratzbach Nr. 10

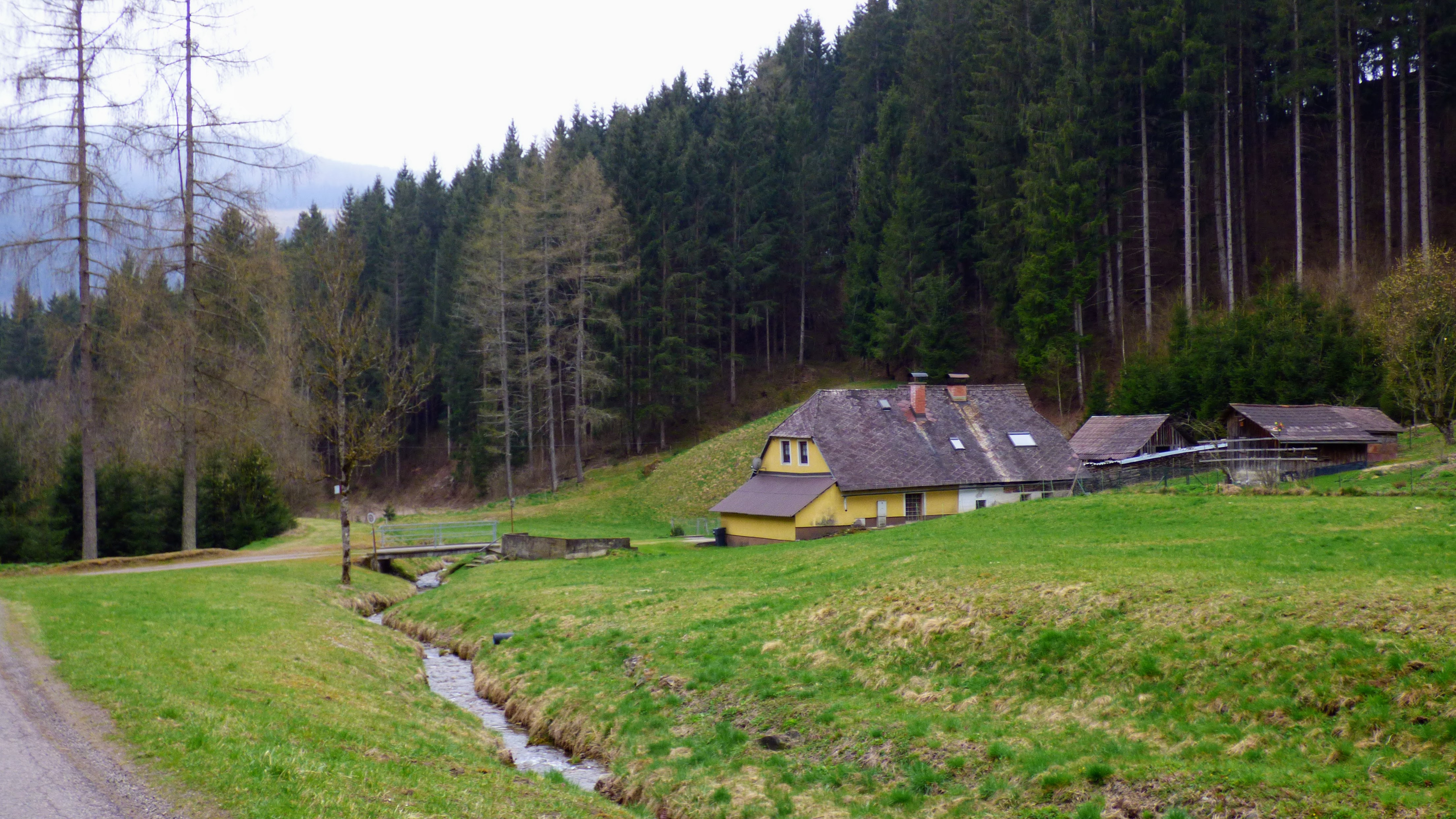
Schratzbach Nr. 33

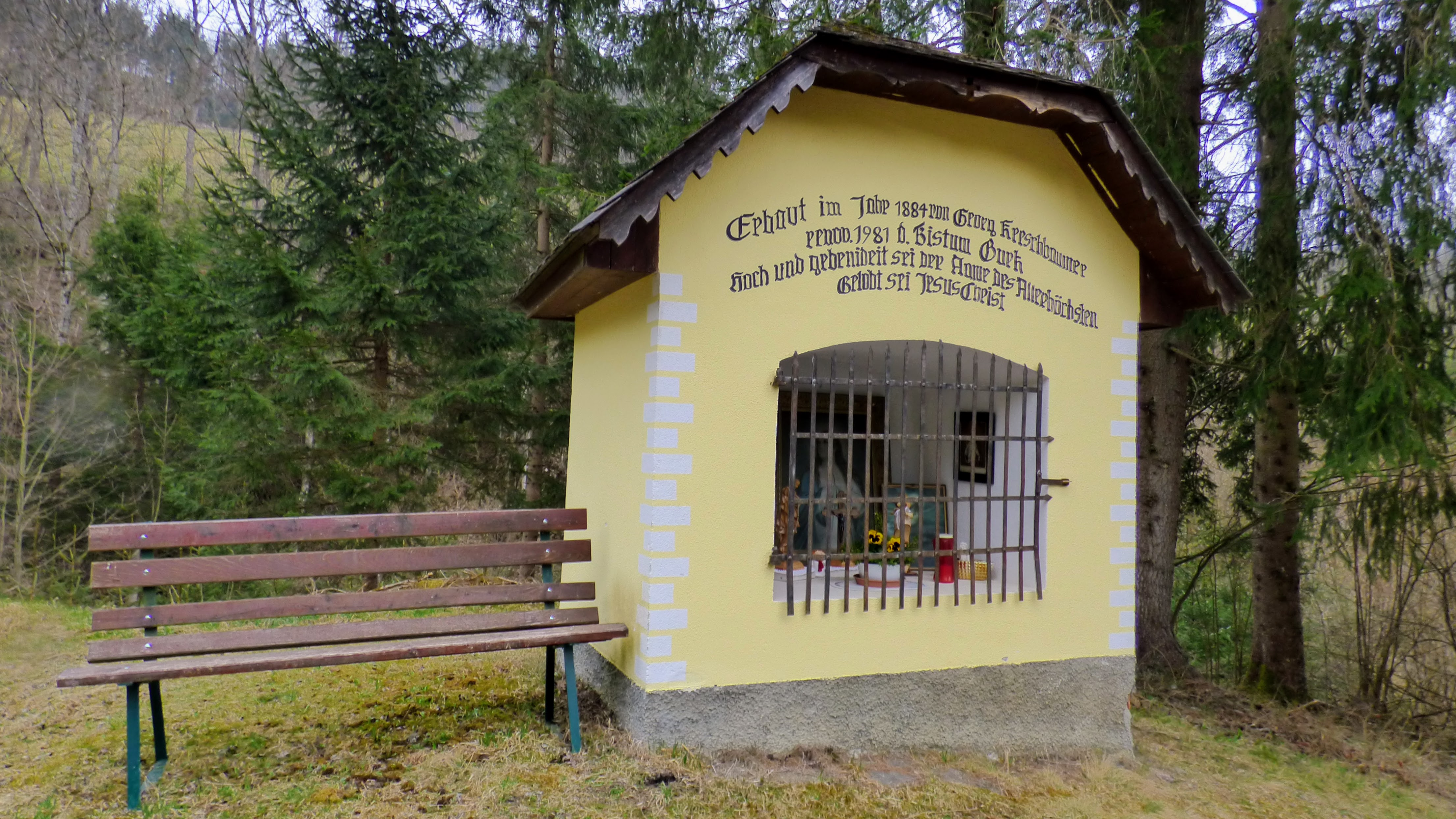
Kerschbaumerkapelle

Schratzbach (im 19. Jahrhundert auch Schrazbach, slowen.Srascica) ist eine Ortschaft in der Gemeinde Friesach im Bezirk Sankt Veit an der Glan in Kärnten (Österreich). Die Ortschaft hat 31 Einwohner (Stand 1. Jänner 2024). Sie liegt auf dem Gebiet der Katastralgemeinde St. Salvator.

## Lage
Die Streusiedlung liegt im äußersten Norden des Bezirks St. Veit an der Glan, in den Metnitzer Alpen nordöstlich des Dorfes St. Salvator, in dem Tal, dass der Schratzbach – ein linker Nebenfluss der Metnitz – bildet. Nahezu alle Höfe des Orts sind vom Schratzbachtal aus erreichbar; lediglich der Hof Moser (Haus Nr. 1) ist nur von dem Weg aus anzufahren, der von St. Johann nach Gunzenberg führt. Die Höfe erstrecken sich über eine Höhenlage von knapp über 700 m am Ausgang des Schratzbachtals bis zu 1164 m (Hof Alblinger, Nr. 7).
Im Ort werden folgende Hofnamen geführt: Moser (Haus Nr. 1), Weber (Nr. 4), Arlitscher (Nr. 5), Stranbauer (Nr. 6), Alblinger (Nr. 7), Krautbacher (Nr. 12), (Unterer) Lichtegger (Nr. 15), Strigler/Stregler (Nr. 16, 20), Nussbaumer (Nr. 21), Bachbauer (Nr. 22), Gruber (Nr. 25), Kernmeyer (Nr. 26), Schneglbauer (Nr. 27), Koller (Nr. 29), Gmanbauer/Peterhube (Nr. 30), Zedler (Nr. 31).

## Geschichte
Die Gegend war schon in der Antike besiedelt: 1888 wurde beim Hof Unterer Lichtegger ein Cippus mit lateinischer Inschrift, vermutlich aus dem 3. Jahrhundert, gefunden.
Der Ortsname leitet sich aus dem Slowenischen ab und bedeutet so viel wie Elsterbach.
Auf dem Gebiet der Steuergemeinde St. Salvator liegend, gehörte Schratzbach in der ersten Hälfte des 19. Jahrhunderts zum Steuerbezirk Dürnstein. Bei Gründung der Ortsgemeinden in Verbindung mit den Verwaltungsreformen Mitte des 19. Jahrhunderts kam Schratzbach an die Gemeinde St. Salvator. Seit der Gemeindestrukturreform von 1973 gehört der Ort zur Gemeinde Friesach.

## Bevölkerungsentwicklung
Für die Ortschaft ermittelte man folgende Einwohnerzahlen:
- 1869: 30 Häuser, 179 Einwohner[1]
- 1880: 30 Häuser, 175 Einwohner[6]
- 1890: 27 Häuser, 157 Einwohner[7]
- 1900: 29 Häuser, 145 Einwohner[8]
- 1910: 20 Häuser, 102 Einwohner[9]
- 1923: 17 Häuser, 94 Einwohner[10]
- 1934: 99 Einwohner[11]
- 1961: 23 Häuser, 113 Einwohner (davon Almhaus Kaiserhalthütte 1 Gebäude, 0 Einwohner)[12]
- 2001: 19 Gebäude (davon 13 mit Hauptwohnsitz) mit 19 Wohnungen; 47 Einwohner und 1 Nebenwohnsitzfall; 15 Haushalte; 0 Arbeitsstätten, 10 land- und forstwirtschaftliche Betriebe[13]
- 2011: 19 Gebäude, 29 Einwohner, 10 Haushalte, 1 Arbeitsstätte[14]
- 2021: 16 Gebäude, 31 Einwohner, 11 Haushalte, 6 Arbeitsstätten[15]

## Persönlichkeiten
- Michael Reitter, * in Schratzbach, stand 1647 der Zauberei angeklagt in Murau vor Gericht, war mehrmals auf Schloss Sauerbrunn für den ebenfalls wegen Zauberei angeklagten Graf Christoph Alban von Saurau tätig.[16]